# Herbert Austin
Herbert Austin (Little Missenden, 8 novembre 1866 – Birmingham, 23 maggio 1941) è stato un imprenditore britannico, fondatore del marchio automobilistico Austin Motor Company. È stato nominato 1º barone di Austin e venne insignito dell’Ordine dell'Impero Britannico.

## Biografia

### I primi anni di vita
Figlio di un agricoltore, Herbert Austin nacque a Little Missenden, nel Buckinghamshire, nell'sud-est dell’Inghilterra. Nel 1870 la sua famiglia si trasferì a Wentworth Woodhouse, vicino a Rotherham, nel Yorkshire, quando il padre venne nominato balivo. Inizialmente, Herbert Austin frequentò la scuola del villaggio, per poi iscriversi e completare la sua istruzione a Rotherham.
Nel 1884 emigrò in Australia, andando a vivere a Melbourne presso un suo zio materno. Raggiunse la nazione oceanica con una nave, via Capo di Buona Speranza

### La vita in Australia
In Australia iniziò a lavorare con suo zio, che era dirigente in una società che si occupava di ingegneria a Melbourne. Dopo due anni, lasciò questa azienda per iniziare un'altra esperienza lavorativa in una compagnia, chiamata Cowen, che lavorava per la Crossley, e che fabbricava motori a combustione interna. Più tardi iniziò la sua collaborazione con la Longlands Foundry Company di Melbourne, che si occupava della produzione di caldaie per locomotive a vapore e dell'equipaggiamento per miniere d’oro.
Herbert Austin frequentò la Hotham Art School di Melbourne per sviluppare le proprie doti nel disegno tecnico. Durante questo periodo, progettò un ponte mobile per il fiume Yarra, ma non vinse il concorso organizzato dal governo dello stato di Victoria.
Conobbe e sposò sua moglie, Helen Dron, a Melbourne. Nata nella città australiana, era la settima figlia di una coppia di origini scozzesi. Herbert ed Helen si sposarono il 26 dicembre 1887 e comprarono casa a Melbourne. Essi ebbero un figlio, Vernon James, che morì il 26 gennaio 1915 durante la prima guerra mondiale, e due figlie, Irene (nata nel 1891) e Zoe.
Tre giorni prima di sposarsi, Austin lasciò la Longlands Foundry Company per andare a lavorare nella fabbrica di Richard Pickup Parks. Quest'ultimo sviluppò una macchina per tosare le pecore per conto di Frederick York Wolseley.
Dopo aver speso tre mesi per migliorare la macchina per la tosatura, ad Herbert Austin venne chiesto di passare alla Wolseley Sheep Shearing Machine Company, fondata nel 1887 a Sydney. Austin accettò, e subito dopo aver cambiato lavoro fu inviato ad Avoca per studiare le macchine per la tosatura.. Austin brevettò a suo nome alcuni miglioramenti tecnici applicati alle macchine, ma il 10 marzo 1893 vendette i diritti delle sue migliorie alla Wolseley Sheep Shearing Machine Company in cambio di azioni.

### L'attività nel campo automobilistico
Nel novembre 1893 tornò in Inghilterra insieme a Frederick Wolseley via nave sbarcando a Tilbury.
Wolseley trasferì la sede legale della compagnia da Sidney a Londra. Aprì anche uno stabilimento a Birmingham, dove Austin diventò manager. Fredrick Wolseley lasciò la compagnia nel 1894. Lo stabilimento di Birmingham non era però troppo spazioso, così Austin acquistò un altro sito produttivo ad Aston. Durante i periodi di crisi le fabbriche furono convertite nella produzione di biciclette.
In questo periodo Austin iniziò ad interessarsi di autovetture, costruendo nell'inverno del 1895 una vettura ispirata alle francesi Léon Bollée sotto il nome Wolseley Sheep Shearing Machine Company. Nel 1897 venne presentata la seconda Wolseley, la “Numero 1”, ma non ebbe nessun successo. Nel 1899 seguì la “Voiturette” da cui derivarono le prime Wolseley destinate alla vendita, entrate in produzione nel 1901. Nello stesso anno la Vickers Limited acquistò la sezione automobilistica della compagnia, fondando la Wolseley Tool & Motor Company. Austin continuò la sua carriera come direttore di quest'ultima, anche se rimase a lavorare part-time alla Wolseley Sheep Shearing Machine Company, dove ricoprì la carica di presidente dal 1911 al 1933.
Nel 1905 Austin si dimise dalla Wolseley Tool & Motor Company per fondare insieme a parte del suo vecchio staff una propria casa automobilistica, la Austin Motor Company. Anche suo fratello Harry si unì a lui nella nuova compagnia, avendo lavorato anch'esso alla Wolseley. Austin raggiunse un capitale di 37.000 sterline ed iniziò a cercare un nuovo sito produttivo adatto per ospitare le attività della nuova casa automobilistica. Venne scelto un vecchio stabilimento che fu riadattato allo scopo a Longbridge, un sobborgo di Birmingham, nella contea di Worcestershire. Longbridge entrò a far parte di Birmingham dal 1911, quando in confini della città vennero ampliati. Il sito produttivo dell’Austin di Longbridge diventò in seguito uno dei più grandi stabilimenti del mondo a produrre autovetture.
La Austin nel 1908 aveva una gamma formata da 17 modelli. Durante la prima guerra mondiale convertì i propri stabilimenti alla produzione bellica (ad esempio fabbricò munizioni) e costruì l'Austin Village a Turves Green per i suoi lavoratori. Dopo il conflitto mondiale l'Austin visse un periodo di difficoltà economica e venne minacciata da una possibile fallimento, con conseguente nomina di un curatore fallimentare. Le sorti dell'azienda vennero risollevate dai modelli post-bellici, come la 7, che venne lanciata nel 1922 e fu offerta a 225 sterline, dando la possibilità a molti potenziali clienti che non si potevano permettere un'automobile, di acquistarla. La produzione annuale crebbe a 25.000 vetture nel 1925; il prezzo di esse calò costantemente di anno in anno. Nel 1931 venne introdotta la 12/6, che fu seguita dalla 12/4 nel 1933.

### Produzione bellica
Durante la prima guerra mondiale, dal 1914 al 1917, l'Austin convertì la produzione in equipaggiamenti bellici ed Herbert Austin venne insignito dell'Ordine di Leopoldo II da parte di Leopoldo II del Belgio per aver impiegato 3.000 belgi che si rifugiarono a Longbridge durante il conflitto.
Durante la seconda guerra mondiale, la Austin si specializzò nella produzione di aeroplani, motori, veicoli militari, fusoliere per gli Airspeed Horsa, munizioni speciali, motori idraulici per torrette, mitragliatrici, fucili mitragliatori Thompson, mitragliere 20 mm Oerlikon, motori marini per scialuppe e componenti per taniche.

### La carriera politica, le onorificenze e la morte
Dal 1918 al 1924, Austin fu eletto deputato alla Camera dei Comuni per il Partito Conservatore nel collegio elettorale di Birmingham, ma all'assemblea non prese mai la parola. Nel 1936 fu nominato Barone di Austin. Nel 1937 ricevette la laurea in giurisprudenza dall'università di Birmingham.
Herbert Austin morì a causa di un infarto miocardico acuto occorsogli mentre era affetto da polmonite. Il suo titolo nobiliare si estinse con la sua morte.